# Philip Tisdall
Pour les articles homonymes, voir Tisdall.
Philip Tisdall (1er mars 1703 - 11 septembre 1777) est un avocat et homme politique irlandais, qui occupe le poste de procureur général pour l'Irlande. Il est pendant de nombreuses années une figure éminente du gouvernement irlandais . 

## Biographie
Il est né dans le comté de Louth, fils de Richard Tisdall (décédé en 1742), député de Dundalk en 1703-1713 et de Louth en 1717-1727, et de son épouse Marian Boyle, fille de Richard Boyle, député, cousin du Comte de Cork . Son père est également greffier de la Cour de chancellerie (Irlande) : cela semble avoir été une sinécure, car le poste est passé à Philippe à la mort de son père. Ils sont les cousins du révérend William Tisdall de Belfast, dont on se souvient de nos jours pour son souhait d'épouser Esther Johnson, la bien-aimée Stella de Jonathan Swift ; cette connexion peut expliquer l'intérêt que Swift, dans la vieillesse, a pris pour favoriser la carrière de Philip . 
Il fait ses études à l'école de Thomas Sheridan à Dublin et à l'Université de Dublin, où il obtient son baccalauréat ès arts en 1722 . Il entre au Middle Temple en 1723 et est admis au barreau irlandais en 1733 . Il est rapidement devenu l'un des dirigeants du barreau, en partie grâce à sa capacité juridique et en partie grâce à son mariage avec la famille riche et influente Singleton de Drogheda . Il est fait un conseiller de King's Inn en 1742 . 

## Carrière
Il siège à la Chambre des communes irlandaise en tant que député de l'Université de Dublin de 1739 à 1776, puis pour la ville d'Armagh de 1776 à sa mort. Il est élu député d'Armagh en 1768, mais a choisi de continuer à siéger pour l'Université . 
En 1742, il est nommé troisième sergent, puis solliciteur général en 1751 et procureur général en 1760 . Il est également nommé juge à la Cour de prérogative d'Irlande, un poste qu'il occupe de 1745 à sa mort . En 1763, il devient secrétaire d'État principal et, le 28 février 1764, il est nommé au Conseil privé d'Irlande . Pendant près de 20 ans, il est une figure cruciale du gouvernement irlandais, qui comptait sur lui pour gérer la Chambre des communes irlandaise, une tâche qu’il a accomplie avec beaucoup de compétence et de tact . Tisdall est presque tout-puissant jusqu'en 1767, lorsque George Townshend est arrivé en tant que Lord lieutenant d'Irlande. Townshend avait pour mandat de restaurer le pouvoir direct de la Couronne sur les affaires irlandaises et de contourner les responsables politiques irlandais comme Tisdall . À son crédit, Townshend a reconnu que le soutien de Tisdall était toujours un atout pour le gouvernement et a fait de grands efforts pour le concilier . Townshend exerce de fortes pressions pour que Tisdall soit nommé Lord Chancelier d'Irlande, mais se heurte à la réticence inflexible des Britanniques à nommer un Irlandais à ce poste crucial . Tisdall conserve la confiance des Lords lieutenants successifs: en 1777, malgré son âge et sa santé défaillante, il est invité à reprendre son rôle de leader du gouvernement à la Chambre des communes: il accepte, mais décède à Spa, en Belgique, le 11 septembre de la même année . 

## Famille

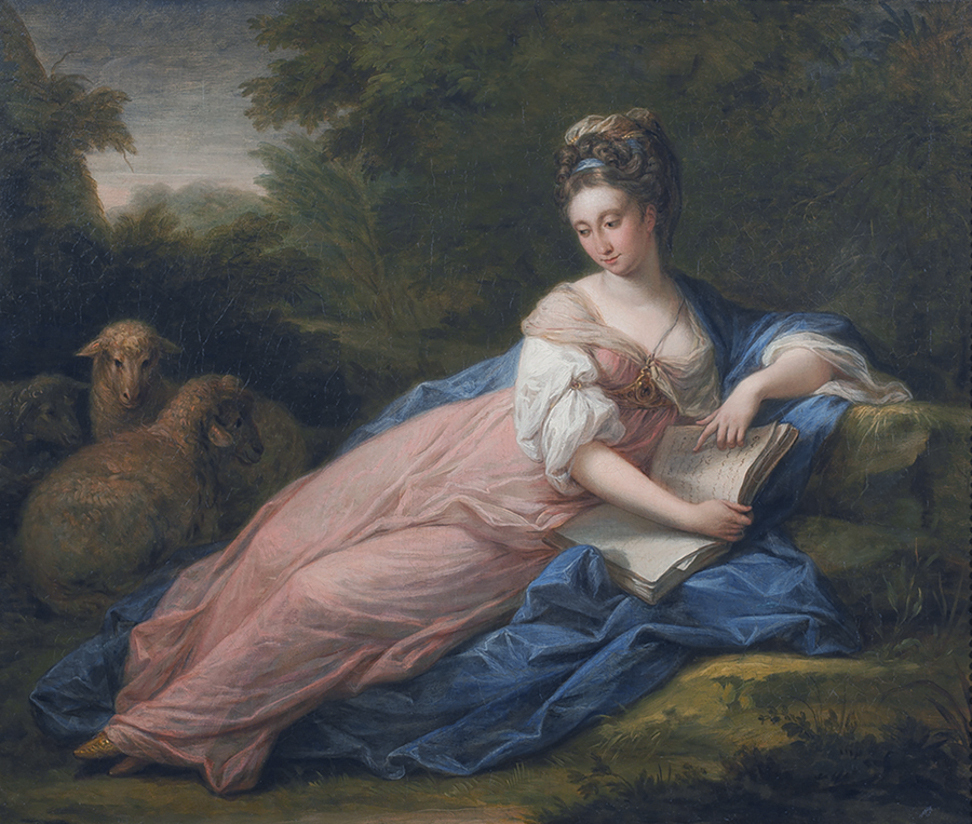
Mary Tisdall (Angelica Kauffmann, vers 1771/72)

Il épouse en 1736 Mary Singleton, fille du révérend Rowland Singleton et Elizabeth Graham, et nièce et cohéritière de Henry Singleton (juge) (en), juge en chef des Irish Common Pleas, un mariage qui lui apporte à la fois richesse et influence. Ils ont trois filles: 
- Elizabeth, qui épouse le colonel Hugh Morgan de Cottlestown, comté de Sligo
- Alicia, qui épouse Thomas Meredyth : ils sont les parents de Sir John, premier des baronnets Meredyth de Carlandstown, comté de Meath
- Mary, décédée célibataire [5]

Mary Singleton Tisdall (surnommée "la belle Marie") est réputée pour sa beauté et comme mécène des arts. Elle est notamment la patronne irlandaise principale de la célèbre peintre suisse Angelica Kauffmann, qui visitait régulièrement les Tisdalls à Dublin au début des années 1770 et peignait Philip, Mary et leurs filles .